# Clossiana magnaclara
Clossiana magnaclara är en fjärilsart som beskrevs av Ruggero Verity 1932. Clossiana magnaclara ingår i släktet Clossiana och familjen praktfjärilar. Inga underarter finns listade i Catalogue of Life.